# Alexander Pronschenko
Alexander Pronschenko (tadschikisch Александр Пронщенко, * 25. November 1992) ist ein tadschikischer Leichtathlet, der sich auf den Sprint spezialisiert hat. Er ist Inhaber des Landesrekords im 200-Meter-Lauf.

## Sportliche Laufbahn
Erste Erfahrungen bei internationalen Meisterschaften sammelte Alexander Pronschenko im Jahr 2013, als er bei den Asienmeisterschaften in Pune mit 48,23 s in der ersten Runde im 400-Meter-Lauf ausschied. Im Jahr darauf schied er bei den Hallenasienmeisterschaften in Hangzhou mit 50,05 s im Vorlauf über 400 Meter aus und im Oktober erreichte er bei den Asienspielen in Incheon im 200-Meter-Lauf das Halbfinale, in dem er mit 22,35 s ausschied, während er über 400 Meter mit 47,97 s nicht über die Vorrunde hinauskam. 2015 schied er bei den Asienmeisterschaften in Wuhan mit 21,68 s im Semifinale über 200 Meter aus und schied über 400 Meter mit 47,96 s im Vorlauf aus. Im Jahr darauf kam er bei den Hallenasienmeisterschaften in Doha mit 48,87 s in der ersten Runde über 400 Meter aus und 2017 verpasste er bei den Asian Indoor & Martial Arts Games in Aşgabat mit 1:59,73 min den Finaleinzug im 800-Meter-Lauf und wurde mit der tadschikischen 4-mal-400-Meter-Staffel im Vorlauf disqualifiziert. 2022 kam er bei den Islamic Solidarity Games in Konya mit 22,41 s in der Vorrunde über 200 Meter aus und im Jahr darauf schied er bei den Hallenasienmeisterschaften in Astana mit 52,96 s im Halbfinale über 400 Meter aus und gewann im Staffelbewerb in 3:34,45 min gemeinsam mit Leonid Pronschenko, Mirsaid Mirsosoda und Muhammadriso Mirsosoda die Bronzemedaille hinter den Teams aus Kasachstan und Katar.
2019 wurde Pronschenko tadschikischer Meister im 200-Meter-Lauf.

## Persönliche Bestzeiten
- 200 Meter: 21,34 s (+0,4 m/s), 26. Juli 2015 in Almaty (tadschikischer Rekord)
- 400 Meter: 47,71 s, 27. Juni 2014 in Almaty
  - 400 Meter (Halle): 48,87 s, 19. Februar 2016 in Doha
  - 800 Meter (Halle): 1:59,73 min, 18. September 2017 in Aşgabat